# Campionato italiano di sci di fondo maschile
Il Campionato italiano maschile di sci di fondo è una competizione del campionato italiano di sci nordico che si svolge annualmente tra le società sportive e i corpi di forze armate italiane associate alla Federazione italiana sport invernali. La prima edizione ufficiale si svolse nel 1909, mentre quello femminile nel 1951. Il campionato assegna più titoli durante tutto il periodo invernale nelle diverse specialità di sci di fondo.
Alcune specialità sono state eliminate (ad esempio la 2x10 km nel 2003) mentre altre sono state sostituite da specialità con kilometraggio diverso, ad esempio la 18 km nel 1952 è stata sostituita dalla 15 km, o con tecnica diversa, come ad esempio la 30 km sostituita dalla 2x15 km pursuit, ovvero ad inseguimento.

## Albo d'oro

### 1909
| Anno | Luogo | Tecnica  | 18 km                                   |
| ---- | ----- | -------- | --------------------------------------- |
| 1909 |       | Classica | Mario Corti Giovanni Gamma Carlo Bollea |

### 1910-1919
| Anno | Luogo      | Tecnica    | 18 km                                               |
| ---- | ---------- | ---------- | --------------------------------------------------- |
| 1910 |            | Classica   | Federico Bollea Adolfo Corti Giovanni Gamma         |
| 1911 | cancellato | cancellato | cancellato                                          |
| 1912 | cancellato | cancellato | cancellato                                          |
| 1913 |            | Classica   | Giovanni Lorati Battista Donati Nino Castelli       |
| 1914 |            | Classica   | Antonio Leoncelli Domenico Sandrini Battista Donati |
| 1915 |            | Classica   | Benigno Ferrera Giuseppe Ferrera Nino Castelli      |
| 1916 | cancellato | cancellato | cancellato                                          |
| 1917 | cancellato | cancellato | cancellato                                          |
| 1918 | cancellato | cancellato | cancellato                                          |
| 1919 | cancellato | cancellato | cancellato                                          |

### 1920-1929
| Anno | Luogo             | Tecnica    | 50 km                                          | 18 km                                          |
| ---- | ----------------- | ---------- | ---------------------------------------------- | ---------------------------------------------- |
| 1920 |                   | Classica   | N.D.                                           | Enrico Colli Nino Castelli Giuseppe Cazzaniga  |
| 1921 | cancellato        | cancellato | cancellato                                     | cancellato                                     |
| 1922 | Claviere          | Classica   | N.D.                                           | Enrico Colli Giuseppe Ferrera Benigno Ferrera  |
| 1923 |                   | Classica   | N.D.                                           | Enrico Colli Giuseppe Ferrera Edoardo Bich     |
| 1924 |                   | Classica   | N.D.                                           | Pio Imboden Luigi Faure Battista Rossi         |
| 1925 | Cortina d'Ampezzo | Classica   | Enrico Colli Giuseppe Ghedina Vincenzo Colli   | Enrico Colli Giuseppe Ghedina Matteo Demetz    |
| 1926 |                   | Classica   | cancellata                                     | Piero Maquignaz Luigi Faure Giuseppe Gérard    |
| 1927 |                   | Classica   | cancellata                                     | Matteo Demetz Matzel Pietro Maquignaz          |
| 1928 | [ nb 1 ]          | Classica   | Matteo Demetz Antonio Herin Daniele Pellissier | Matteo Demetz Ferdinando Glück Ernesto Zardini |
| 1929 |                   | Classica   | cancellata                                     | Andrea Bacher Antonio Herin Elia Vuerich       |

### 1930-1939
| Anno | Luogo                | Tecnica  | 50 km                                                  | 18 km                                                |
| ---- | -------------------- | -------- | ------------------------------------------------------ | ---------------------------------------------------- |
| 1930 |                      | Classica | cancellata                                             | Francesco De Zulian Achille Nacher Elia Vuerich      |
| 1931 | Cortina d'Ampezzo    | Classica | Erminio Sertorelli Giovanni Delago Francesco De Zulian | Normanno Tavernaro Sisto Scilligo Emilio Ramella     |
| 1932 |                      | Classica | cancellata                                             | Normanno Tavernaro Elia Vuerich Giacomo Scalet       |
| 1933 | Cortina d'Ampezzo    | Classica | cancellata                                             | Francesco De Zulian Severino Menardi Luigi Prenn     |
| 1934 |                      | Classica | cancellata                                             | Giulio Gerardi Gino Soldà Elia Vuerich               |
| 1935 | Cortina d'Ampezzo    | Classica | Giovanni Kasebacher Sisto Scilligo Francesco De Zulian | Vincenzo Demetz Giulio Gerardi Severino Menardi      |
| 1936 | Madonna di Campiglio | Classica | Giovanni Kasebacher Giacomo Scalet Vincenzo Demetz     | Giulio Gerardi Vincenzo Demetz Andrea Vuerich        |
| 1937 | [ nb 4 ]             | Classica | Cristiano Rodeghiero Anselmo Viviani Giovanni Stuffer  | Ermanno Azzolini Goffredo Bauer Severino Compagnoni  |
| 1938 | Cortina d'Ampezzo    | Classica | Giacomo Scalet Vincenzo Demetz Silvio Confortola       | Severino Menardi Mario Compagnoni Vincenzo Demetz    |
| 1939 | [ nb 5 ]             | Classica | Cristiano Rodeghiero Achille Compagnoni                | Aristide Compagnoni Silvio Confortola Goffredo Bauer |

### 1940-1949
| Anno | Luogo                | Tecnica    | 50 km                                                  | 18 km                                                        |
| ---- | -------------------- | ---------- | ------------------------------------------------------ | ------------------------------------------------------------ |
| 1940 | [ nb 6 ]             | Classica   | cancellata                                             | Alberto Jammaron Giulio Gerardi Aristide Compagnoni          |
| 1941 | Cortina d'Ampezzo    | Classica   | Erminio Sertorelli Giovanni Delago Francesco De Zulian | Severino Compagnoni Alberto Jammaron Giovanni Perenni        |
| 1942 | [ nb 7 ]             | Classica   | cancellata                                             | Severino Compagnoni Rinaldo Vitalini Achille Compagnoni      |
| 1943 | Cortina d'Ampezzo    | Classica   | cancellata                                             | Rinaldo Vitalini Severino Compagnoni Silvio Confortola       |
| 1944 | cancellato           | cancellato | cancellato                                             | cancellato                                                   |
| 1945 | cancellato           | cancellato | cancellato                                             | cancellato                                                   |
| 1946 | Madonna di Campiglio | Classica   | Giovanni Kasebacher Giacomo Scalet Vincenzo Demetz     | Severino Compagnoni Vincenzo Perruchon Aristide Compagnoni   |
| 1947 | [ nb 8 ]             | Classica   | Cristiano Rodeghiero Anselmo Viviani Giovanni Stuffer  | Vincenzo Perruchon Rizzieri Rodeghiero Severino Compagnoni   |
| 1948 | Cortina d'Ampezzo    | Classica   | Giacomo Scalet Vincenzo Demetz Silvio Confortola       | Rizzieri Rodeghiero Cristiano Rodeghiero Stefano Sommariva   |
| 1949 |                      | Classica   | cancellata                                             | Federico De Florian Vincenzo Perruchon Arcangelo Chiocchetti |

### 1950-1959
| Anno | Luogo    | Tecnica  | 50 km                                                 | 30 km                                                 | 18 km                                                      | 15 km                                                    |
| ---- | -------- | -------- | ----------------------------------------------------- | ----------------------------------------------------- | ---------------------------------------------------------- | -------------------------------------------------------- |
| 1950 |          | Classica | Emilio Valci Giacinto De Cassan Cristiano Rodeghiero  | N.D.                                                  | Ottavio Compagnoni Vincenzo Perruchon Severino Compagnoni  | N.D.                                                     |
| 1951 | Asiago   | Classica | Giacinto De Cassan Vincenzo Demetz Alberto Tassotti   | N.D.                                                  | Rizzieri Rodeghiero Vincenzo Perruchon Federico De Florian | N.D.                                                     |
| 1952 |          | Classica | Antenore Cuel Emilio Valci Ferruccio Buzzi            | N.D.                                                  | Federico De Florian Giacomo Mosele Severino Compagnoni     | N.D.                                                     |
| 1953 | [ nb 9 ] | Classica | Federico De Florian Antonio Ruffioni Arturo Orsingher | Federico De Florian Antonio Ruffioni Arturo Orsingher | N.D.                                                       | Federico De Florian Ottavio Compagnoni Arrigo Delladio   |
| 1954 |          | Classica | Federico De Florian Giacomo Mosele Alfred Prucker     | Arrigo Delladio Federico De Florian Battista Mismetti | N.D.                                                       | Vincenzo Perruchon Arrigo Delladio Valentino Chiocchetti |
| 1955 |          | Classica | Federico De Florian Vigilio Mich Giovanni Carrara     | Federico De Florian Arrigo Delladio Camillo Zanolli   | N.D.                                                       | Federico De Florian Ottavio Compagnoni Arrigo Delladio   |
| 1956 |          | Classica | Federico De Florian Camillo Zanolli Alfred Prucker    | Camillo Zanolli Franco Vuerich Federico De Florian    | N.D.                                                       | Federico De Florian Ottavio Compagnoni Pompeo Fattor     |
| 1957 |          | Classica | Federico De Florian Giuseppe Steiner Gianni Carrara   | Camillo Zanolli Federico De Florian Franco Vuerich    | N.D.                                                       | Giuseppe Steiner Federico De Florian Ottavio Compagnoni  |
| 1958 |          | Classica | Gianni Carrara Arrigo Delladio Francesco Bettega      | Giuseppe Steiner Federico De Florian Andrea Dalmasso  | N.D.                                                       | Giuseppe Steiner Ottavio Compagnoni Pompeo Fattor        |
| 1959 |          | Classica | Federico De Florian Gianni Carrara Luigi Tosello      | Federico De Florian Ottavio Compagnoni Pompeo Fattor  | N.D.                                                       | Giulio De Florian Livio Stuffer Pompeo Fattor            |

### 1960-1969
| Anno | Luogo                | Tecnica  | 50 km                                             | 30 km                                                 | 15 km                                              |
| ---- | -------------------- | -------- | ------------------------------------------------- | ----------------------------------------------------- | -------------------------------------------------- |
| 1960 |                      | Classica | Giuseppe Steiner Antonio Ossi Livio Stuffer       | Giulio De Florian Livio Stuffer Pompeo Fattor         | Marcello De Dorigo Giuseppe Steiner Eugenio Mayer  |
| 1961 |                      | Classica | Giulio De Florian Giuseppe Steiner Alberto Dibona | Giulio De Florian Alfredo Di Bona Giuseppe Steiner    | Giuseppe Steiner Giulio De Florian Alfredo Di Bona |
| 1962 |                      | Classica | Livio Stuffer Giuseppe Steiner Giulio De Florian  | Giulio De Florian Marcello De Dorigo Giuseppe Steiner | Marcello De Dorigo Giuseppe Steiner Angelo Genuin  |
| 1963 |                      | Classica | Livio Stuffer Franco Manfroi Giuseppe Steiner     | Marcello De Dorigo Giuseppe Steiner Livio Stuffer     | Giuseppe Steiner Marcello De Dorigo Franco Nones   |
| 1964 | Alpe di Siusi        | Classica | Giuseppe Steiner Livio Stuffer Gianfranco Stella  | Franco Nones Livio Stuffer Franco Manfroi             | Franco Nones Giulio De Florian Franco Manfroi      |
| 1965 | Madonna di Campiglio | Classica | Giulio De Florian Giuseppe Steiner Franco Manfroi | Franco Nones Giulio De Florian Franco Manfroi         | Franco Nones Giuseppe Steiner Giulio De Florian    |
| 1966 |                      | Classica | Livio Stuffer Mario Bacher Franco Manfroi         | Franco Nones Franco Manfroi Gianfranco Stella         | Franco Nones Giulio De Florian Franco Manfroi      |
| 1967 |                      | Classica | Franco Nones Corrado Varesco Giulio De Florian    | Livio Stuffer Franco Nones Giulio De Florian          | Giulio De Florian Angelo Genuin Palmiro Serafini   |
| 1968 | Sant'Annapelago      | Classica | Ulrico Kostner Franco Ceroni Palmiro Serafini     | Gianfranco Stella Mario Bacher Elviro Blanc           | Gianfranco Stella Aldo Stella Palmiro Serafini     |
| 1969 |                      | Classica | Ulrico Kostner Attilio Lombard Livio Stuffer      | Ulrico Kostner Corrado Varesco Franco Manfroi         | Renzo Chiocchetti Ulrico Kostner Livio Stuffer     |

### 1970-1979
| Anno | Luogo                   | Tecnica                               | 50 km                                               | 30 km                                            | 15 km                                               |
| ---- | ----------------------- | ------------------------------------- | --------------------------------------------------- | ------------------------------------------------ | --------------------------------------------------- |
| 1970 | Santo Stefano di Cadore | Classica                              | Ulrico Kostner Livio Stuffer Franco Manfroi         | Franco Nones Ulrico Kostner Elviro Blanc         | Franco Nones Gianfranco Stella Attilio Lombard      |
| 1971 |                         | Classica                              | Elviro Blanc Ulrico Kostner Felice Darioli          | Elviro Blanc Ulrico Kostner Franco Manfroi       | Franco Nones Elviro Blanc Ulrico Kostner            |
| 1972 |                         | Classica                              | Carlo Favre Tonino Biondini Luigi Ponza             | Tonino Biondini Renzo Chiocchetti Felice Darioli | Tonino Biondini Gianfranco Stella Willy Bertin      |
| 1973 |                         | Classica                              | Ulrico Kostner Luigi Ponza Tonino Biondini          | Carlo Favre Renzo Chiocchetti Elviro Blanc       | Ulrico Kostner Luigi Ponza Aldo Stella              |
| 1974 |                         | Classica                              | Carlo Favre Ulrico Kostner Tonino Biondini          | Carlo Favre Renzo Chiocchetti Ulrico Kostner     | Ulrico Kostner Carlo Favre Giulio Capitanio         |
| 1975 |                         | Classica                              | Ulrico Kostner Luigi Ponza Roberto Primus           | Renzo Chiocchetti Roberto Primus Ulrico Kostner  | Renzo Chiocchetti Roberto Primus Luigi Ponza        |
| 1976 |                         | Classica                              | Giulio Capitanio Luigi Ponza Ulrico Kostner         | Ulrico Kostner Tonino Biondini Renzo Chiocchetti | Giulio Capitanio Roberto Primus Tonino Biondini     |
| 1977 |                         | Classica                              | Maurilio De Zolt Ulrico Kostner Luigi Ponza         | cancellata                                       | cancellata                                          |
| 1978 |                         | Classica                              | Giulio Capitanio Ulrico Kostner Maurilio De Zolt    | cancellata                                       | cancellata                                          |
| 1979 |                         | Libera (50 km) Classica (30 km-15 km) | Maurilio De Zolt Ulrico Kostner Fabrizio Pedranzini | Renzo Fiocchetti Maurilio De Zolt Luigi Ponza    | Giulio Capitanio Maurilio De Zolt Giancarlo Gubetta |

### 1980-1989
| Anno | Luogo | Tecnica                                               | 50 km                                                  | 30 km                                                  | 15 km |
| ---- | ----- | ----------------------------------------------------- | ------------------------------------------------------ | ------------------------------------------------------ | --- |
| 1980 |       | Libera (50 km) Classica (15 km)                       | Giulio Capitanio Maurilio De Zolt Ugo Bonesi           | cancellata                                             | Giulio Capitanio Maurilio De Zolt Giampaolo Rupil                                                                  |
| 1981 |       | Classica                                              | Maurilio De Zolt Gianfranco Polvara Benedetto Carrara  | Maurilio De Zolt Giorgio Vanzetta Benedetto Carrara    | Giorgio Vanzetta Maurilio De Zolt Marco Albarello                                                                  |
| 1982 |       | Classica                                              | Giorgio Vanzetta Gianfranco Polvara Benedetto Carrara  | Maurilio De Zolt Giorgio Vanzetta Giulio Capitanio     | Maurilio De Zolt Benedetto Carrara Giuseppe Ploner                                                                 |
| 1983 |       | Classica                                              | Giulio Capitanio Giorgio Vanzetta Giuseppe Ploner      | Maurilio De Zolt Gianfranco Polvara Alfred Runggaldier | Maurilio De Zolt Giorgio Vanzetta Giulio Capitanio                                                                 |
| 1984 |       | Classica                                              | Maurilio De Zolt Alfred Runggaldier Gianfranco Polvara | Giorgio Vanzetta Maurilio De Zolt Giulio Capitanio     | Maurilio De Zolt Giorgio Vanzetta Marco Albarello                                                                  |
| 1985 |       | Classica                                              | Maurilio De Zolt Giuseppe Ploner Giorgio Vanzetta      | Giorgio Vanzetta Maurilio De Zolt Gianfranco Polvara   | Maurilio De Zolt Giorgio Vanzetta Marco Albarello                                                                  |
| 1986 |       | Classica                                              | Maurilio De Zolt Fausto Bormetti Giovanni Venturini    | Maurilio De Zolt Fausto Bormetti Albert Walder         | Giorgio Vanzetta Alfred Runggaldier Giuseppe Ploner                                                                |
| 1987 |       | Libera (50 km) Classica (30 km-15 km)                 | Maurilio De Zolt Alfred Runggaldier Patrizio Deola     | Giuseppe Ploner Marco Albarello Maurilio De Zolt       | Marco Albarello Maurilio De Zolt Giorgio Vanzetta                                                                  |
| 1988 |       | Classica                                              | Maurilio De Zolt Silvano Barco Alfred Runggaldier      | Silvano Barco Gianfranco Polvara Giorgio Vanzetta      | Giorgio Vanzetta Marco Albarello Maurilio De Zolt                                                                  |
| 1989 |       | Libera (50 km) Classica (30 km-15 km) Pursuit (15 km) | Silvano Barco Maurilio De Zolt Christian Saurer        | Giuseppe Ploner Marco Albarello Maurilio De Zolt       | Classica: Marco Albarello Giuseppe Ploner Silvano Barco Pursuit: Giorgio Vanzetta Alfred Runggaldier Silvio Fauner |

### 1990-1999
| Anno | Luogo        | Tecnica                                               | 50 km                                                | 30 km                                               | 15 km                                               | 10 km                                          |
| ---- | ------------ | ----------------------------------------------------- | ---------------------------------------------------- | --------------------------------------------------- | --------------------------------------------------- | ---------------------------------------------- |
| 1990 |              | Libera (50 km) Classica (30 km) Pursuit (15 km)       | Giorgio Vanzetta Alfred Runggaldier Maurilio De Zolt | Marco Albarello Gianfranco Polvara Giuseppe Puliè   | Silvano Barco Giorgio Vanzetta Andrea Del Fabbro    | N.D.                                           |
| 1991 |              | Libera (50 km) Classica (30 km-10 km) Pursuit (15 km) | Silvano Barco Maurilio De Zolt Alfred Runggaldier    | Silvio Fauner Giorgio Vanzetta Maurilio De Zolt     | Luciano Fontana Giorgio Vanzetta Gianfranco Polvara | Giorgio Vanzetta Silvio Fauner Ugo Sartor      |
| 1992 |              | Libera (50 km) Classica (30 km-10 km) Pursuit (15 km) | Maurilio De Zolt Gianfranco Polvara Silvano Barco    | Marco Albarello Maurilio De Zolt Gianfranco Polvara | Silvio Fauner Maurilio De Zolt Fulvio Valbusa       | Marco Albarello Silvio Fauner Maurilio De Zolt |
| 1993 |              | Libera (50 km) Classica (30 km-10 km) Pursuit (15 km) | Gianfranco Polvara Maurizio Pozzi Silvano Barco      | Marco Albarello Silvio Fauner Maurilio De Zolt      | Silvano Barco Maurizio Pozzi Silvio Fauner          | Silvio Fauner Marco Albarello Giuseppe Puliè   |
| 1994 |              | Libera (50 km-30 km) Classica (10 km) Pursuit (15 km) | Maurilio De Zolt Luciano Fontana Silvano Barco       | Silvio Fauner Maurilio De Zolt Gianfranco Polvara   | Silvio Fauner Marco Albarello Fabio Maj             | Silvio Fauner Fabio Maj Marco Albarello        |
| 1995 | Dobbiaco     | Libera (50 km) Classica (30 km-10 km) Pursuit (15 km) | Silvio Fauner Maurizio Pozzi Pietro Piller Cottrer   | Marco Albarello Giuseppe Puliè Sergio Piller        | Silvio Fauner Marco Albarello Fabio Maj             | Marco Albarello Silvio Fauner Fulvio Valbusa   |
| 1996 | Cogne        | Libera (50 km) Classica (30 km-10 km) Pursuit (15 km) | Silvio Fauner Roberto De Zolt Sergio Piller          | Fulvio Valbusa Silvio Fauner Giorgio Di Centa       | Silvio Fauner Fulvio Valbusa Giorgio Vanzetta       | Marco Albarello Silvio Fauner Fulvio Valbusa   |
| 1997 | Capracotta   | Libera (50 km-30 km) Classica (10 km) Pursuit (15 km) | Roberto De Zolt Gianantonio Zanetel Norman Kostner   | Silvio Fauner Cristian Zorzi Roberto De Zolt        | Fulvio Valbusa Silvio Fauner Maurizio Pozzi         | Marco Albarello Silvio Fauner Fulvio Valbusa   |
| 1998 | Tesero       | Libera (50 km) Classica (30 km-10 km) Pursuit (15 km) | Silvio Fauner Fabio Giacomel Maurizio Pozzi          | Fabio Maj Sergio Piller Fabio Santus                | Fulvio Valbusa Fabio Maj Giorgio Di Centa           | Fulvio Valbusa Marco Albarello Fabio Maj       |
| 1999 | Val Formazza | Libera (30 km) Classica (50 km-10 km) Pursuit (15 km) | Giorgio Di Centa Sergio Piller Gaudenzio Godioz      | Fabio Maj Fulvio Valbusa Maurizio Pozzi             | Fulvio Valbusa Silvio Fauner Fabio Maj              | Fulvio Valbusa Fabio Maj Silvio Fauner         |

### 2000-2009
| Anno | Luogo | Tecnica                                                              | 50 km                                                  | 30 km                                                | 15 km | 10 km                                               | Sprint                                                 | 2x10 km                                           | Team Sprint                                                                                                  |
| ---- | --- | -------------------------------------------------------------------- | ------------------------------------------------------ | ---------------------------------------------------- | --- | --------------------------------------------------- | ------------------------------------------------------ | ------------------------------------------------- | --- |
| 2000 | Val Formazza                                                                                               | Libera (50 km) Classica (30 km-10 km) Pursuit (15 km)                | Pietro Piller Cottrer Cristian Zorzi Maurizio Pozzi    | Fulvio Valbusa Fabio Maj Giorgio Di Centa            | Fabio Maj Giorgio Di Centa Cristian Zorzi                                                                              | Fabio Maj Fabio Santus Freddy Schwienbacher         | N.D.                                                   | N.D.                                              | N.D. |
| 2001 | Sappada | Libera (50 km-Sprint) Classica (30 km-10 km) Pursuit (15 km-2x10 km) | Roberto De Zolt Norman Kostner Reinhold Schwienbacher  | Fabio Maj Pietro Piller Cottrer Maurizio Pozzi       | Fulvio Valbusa Fabio Maj Freddy Schwienbacher                                                                          | Fabio Maj Fulvio Valbusa Mirko Penasa               | Cristian Zorzi Freddy Schwienbacher Bruno Debertolis   | Fulvio Valbusa Fabio Maj Freddy Schwienbacher     | N.D. |
| 2002 | Campomulo (50 km) Tesero (30 km) Demonte (15 km-10 km) Gallio (Sprint)                                     | Libera (50 km-Sprint) Classica (30 km-15 km-10 km) Pursuit (2x10 km) | Giorgio Di Centa Florian Kostner Pietro Piller Cottrer | Pietro Piller Cottrer Fabio Maj Freddy Schwienbacher | Fabio Santus Pierluigi Costantin Cristian Saracco                                                                      | Pierluigi Costantin Cristian Saracco Marco Cattaneo | Cristian Zorzi Freddy Schwienbacher Loris Frasnelli    | Cristian Saracco Fulvio Valbusa Florian Kostner   | N.D. |
| 2003 | Fiera di Primiero (Team sprint) Brusson (50 km-30 km-10 km-2x10 km) Slingia (15 km)                        | Libera (50 km-15 km-10 km-Sprint) Classica (30 km) Pursuit (2x10 km) | Pietro Piller Cottrer Cristian Saracco Maurizio Pozzi  | Giorgio Di Centa Fabio Maj Valerio Checchi           | Loris Frasnelli Cristian Zorzi Giorgio Di Centa                                                                        | Loris Frasnelli Cristian Zorzi Giorgio Di Centa     | Cristian Zorzi Renato Pasini Valerio Theodule          | Fulvio Valbusa Cristian Zorzi Valerio Checchi     | N.D. |
| 2004 | Fiera di Primiero (Team sprint) Livigno (50 km) Val di Fiemme (30 km) Frassinoro (15 km-Sprint)            | Libera (50 km-Sprint) Classica (30 km-15 km) Pursuit (15 km)         | Giorgio Di Centa Bruno Debertolis Florian Kostner      | Giorgio Di Centa Fulvio Valbusa Valerio Checchi      | Fulvio Valbusa (C) Fulvio Valbusa (P) Florian Kostner (C) Florian Kostner (P) Cristian Saracco (C) Loris Frasnelli (P) | Oro · Argento · Bronzo                              | Loris Frasnelli Renato Pasini Klaus Mariotti           | N.D.                                              | Bruno Debertolis/Gianantonio Zanetel Fulvio Valbusa/Freddy Schwienbacher Pietro Piller Cottrer/Silvio Fauner |
| 2005 | Fiera di Primiero (Team sprint) Cogne (50 km) Dobbiaco (15 km) Paluzza (2x10 km)                           | Classica (50 km) Pursuit (15 km-2x10 km)                             | Giorgio Di Centa Fabio Santus Cristian Saracco         | N.D.                                                 | Giorgio Di Centa Pietro Piller Cottrer Fabio Santus                                                                    | Oro · Argento · Bronzo                              | cancellata                                             | Giorgio Di Centa Thomas Moriggl Cristian Zorzi    | Giorgio Di Centa/Cristian Zorzi Bruno Debertolis/Gianantonio Zanetel Pietro Piller Cottrer/Silvio Fauner     |
| 2006 | Fiera di Primiero (Team sprint) Piani di Bobbio (50 km) Primiero (15 km) Cogne (2x10 km)                   | Libera (50 km) Classica (Sprint) Pursuit (15 km-2x10 km)             | Giorgio Di Centa Fabio Santus Florian Kostner          | N.D.                                                 | Valerio Checchi Fabio Santus Egon Hofmann                                                                              | Oro · Argento · Bronzo                              | Freddy Schwienbacher Nicola Morandini Bruno Debertolis | Fulvio Valbusa Valerio Checchi Thomas Moriggl     | Giorgio Di Centa/Cristian Zorzi Fulvio Valbusa/Freddy Schwienbacher Fabio Santus/Renato Pasini               |
| 2007 | Slingia | Libera (50 km) Classica (Sprint-2x10 km)                             | Pietro Piller Cottrer Giorgio Di Centa Roland Clara    | N.D.                                                 | cancellata | Oro · Argento · Bronzo                              | Loris Frasnelli Renato Pasini Fulvio Scola             | Pietro Piller Cottrer Roland Clara Cristian Zorzi | Fabio Pasini/Renato Pasini Pietro Piller Cottrer/Giorgio Di Centa Cristian Zorzi/Freddy Schwienbacher        |
| 2008 | Anterselva (50 km-2x10 km) Padola (15 km) Cogne (Sprint)                                                   | Libera (50 km-15 km-Sprint) Pursuit (2x10 km)                        | Giorgio Di Centa Fabio Santus Pietro Piller Cottrer    | N.D.                                                 | Valerio Checchi Marco Fiorentini Roland Clara                                                                          | Oro · Argento · Bronzo                              | Renato Pasini Cristian Zorzi Bruno Debertolis          | Giorgio Di Centa Valerio Checchi Cristian Zorzi   | N.D. |
| 2009 | Fiera di Primiero (Team sprint) Slingia (50 km) San Cassiano (15 km) Madonna di Campiglio (2x10 km-Sprint) | Libera (50 km-Sprint) Classica (15 km) Pursuit (2x10 km)             | Giorgio Di Centa Florian Kostner Nicola Morandini      | N.D.                                                 | Giovanni Gullo Roland Clara Thomas Moriggl                                                                             | Oro · Argento · Bronzo                              | Fulvio Scola David Hofer Renato Pasini                 | Giorgio Di Centa Roland Clara Cristian Zorzi      | N.D. |

### 2010-2019
| Anno | Luogo | Tecnica                                                        | 50 km                                                       | 15 km | 10 km                                        | Sprint                                                   | 2x15 km                                           | Team sprint                                                                                            | Staffetta mista |
| ---- | --- | -------------------------------------------------------------- | ----------------------------------------------------------- | --- | -------------------------------------------- | -------------------------------------------------------- | ------------------------------------------------- | --- | --- |
| 2010 | Fiera di Primiero (Team sprint) Campo Carlo Magno (50 km) Madonna di Campiglio (15 km) Val Ridanna (2x15 km-Sprint)  | Libera (50 km) Classica (15 km-Sprint) Pursuit (2x15 km)       | Giorgio Di Centa Pietro Piller Cottrer Bruno Carrara        | Giovanni Gullo Roland Clara Thomas Moriggl                                                                                                  | Oro · Argento · Bronzo                       | Loris Frasnelli Nicola Morandini Fabio Pasini            | Thomas Moriggl Pietro Piller Cottrer Roland Clara | Cristian Zorzi/Fulvio Scola Bruno Debertolis/Loris Frasnelli Alan Martinelli/David Hofer               | N.D. |
| 2011 | Fiera di Primiero (Team sprint) Sappada (15 km) Gressoney (10 km) Forni Avoltri (2x15 km-Sprint)                     | Libera (15 km-Sprint) Classica (10 km) Pursuit (2x15 km)       | cancellata                                                  | Giorgio Di Centa Pietro Piller Cottrer Fabio Santus                                                                                         | Giorgio Di Centa Giovanni Gullo Roland Clara | Loris Frasnelli Fulvio Scola David Hofer                 | Giorgio Di Centa Fulvio Scola Cristian Zorzi      | Cristian Zorzi/Fulvio Scola Dietmar Nöckler/Federico Pellegrino Nicola Morandini/Andrea Zattoni        | N.D. |
| 2012 | Fiera di Primiero (Team sprint) Campo Carlo Magno (50 km-Sprint) Tesero (15 km) Schilpario (15 km-10 km-2x15 km)     | Libera (50 km-15 km) Classica (10 km-Sprint) Pursuit (2x15 km) | Roland Clara Giorgio Di Centa David Hofer                   | Roland Clara (T) Roland Clara (S) Valerio Checchi (T) Fabrizio Clementi (S) David Hofer (T) Valerio Checchi (S)                             | Fabio Pasini Roland Clara Mattia Pellegrin   | David Hofer Andrea Zattoni Federico Pellegrino           | Roland Clara Fabrizio Pasini Thomas Moriggl       | Dietmar Nöckler/Federico Pellegrino Nicola Morandini/Fulvio Scola Cristian Zorzi/Loris Frasnelli       | N.D. |
| 2013 | Fiera di Primiero (Team sprint) Riale (50 km) Valbondione (Sprint)                                                   | Libera (Sprint) Classica (50 km)                               | Giorgio Di Centa Dietmar Nöckler Mattia Pellegrin           | Oro · Argento · Bronzo | N.D.                                         | Federico Pellegrino Renato Pasini Dietmar Nöckler        | N.D.                                              | Dietmar Nöckler/Federico Pellegrino Cristian Zorzi/Fulvio Scola Giovanni Gullo/Loris Frasnelli         | N.D. |
| 2014 | Fiera di Primiero (Team sprint) Passo Cereda (Sprint-50 km)                                                          | Libera (Sprint-50 km)                                          | Roland Clara Dietmar Nöckler Fulvio Scola                   | Oro · Argento · Bronzo | N.D.                                         | Loris Frasnelli Fulvio Scola François Vierin             | N.D.                                              | Dietmar Nöckler/Federico Pellegrino Fabrizio Clementi/David Hofer Maicol Rastelli/Enrico Nizzi         | N.D. |
| 2015 | Fiera di Primiero (Team sprint) Prà del Moro (Sprint-50 km)                                                          | Classica (Sprint-50 km)                                        | Dietmar Nöckler Giorgio Di Centa Mattia Pellegrin           | Oro · Argento · Bronzo | N.D.                                         | Federico Pellegrino Maicol Rastelli Fabio Pasini         | N.D.                                              | Dietmar Nöckler/Federico Pellegrino David Hofer/Alan Martinelli Maicol Rastelli/Enrico Nizzi           | N.D. |
| 2016 | Fiera di Primiero (Team sprint) Monte Bondone (50 km) Prà del Moro (Sprint)                                          | Libera (Sprint-50 km)                                          | Giorgio Di Centa Roland Clara Francesco De Fabiani          | Oro · Argento · Bronzo | N.D.                                         | Federico Pellegrino Dietmar Nöckler Maicol Rastelli      | N.D.                                              | Dietmar Nöckler/Federico Pellegrino Giacomo Gabrielli/Enrico Nizzi Fulvio Scola/Giandomenico Salvadori | N.D. |
| 2017 | Fiera di Primiero (Team sprint) Dobbiaco (50 km) Prà del Moro (Sprint) Canale d’Agordo (15 km c.-15 km l.)           | Libera (Sprint-15 km) Classica (50 km-15 km)                   | Dietmar Nöckler Sergio Rigoni Fabio Pasini                  | Dietmar Nöckler (L) Giandomenico Salvadori (C) Giandomenico Salvadori (L) Dietmar Nöckler (C) Sebastiano Pellegrin (L) Giorgio Di Centa (C) | N.D.                                         | Federico Pellegrino Fabio Pasini Dietmar Nöckler         | N.D.                                              | Fabio Pasini/Maicol Rastelli Giacomo Gabrielli/Enrico Nizzi Matteo Tanel/Stefan Zelger                 | N.D. |
| 2018 | Fiera di Primiero (Team sprint) Dobbiaco (15 km c.-30 km) Valdidentro (15 km l.)                                     | Classica (15 km) Libera (15 km-30 km-Team sprint)              | Francesco De Fabiani Giandomenico Salvadori Paolo Fantoni   | Dietmar Nöckler (C) Stefano Gardener (L) Fabio Pasini (C) Claudio Muller (L) Francesco De Fabiani (C) Manuel Perotti (L)                    | N.D.                                         | Oro · Argento · Bronzo                                   | N.D.                                              | Dietmar Nöckler/Federico Pellegrino Michael Hellweger/Stefano Rigoni Giacomo Gabrielli/Enrico Nizzi    | Maicol Rastelli e Francesco De Fabiani (con Brocard) Dietmar Nöckler e Simone Daprà (con Pellegrini) Paolo Fantoni e Mirco Bertolina (con De Martin Topranin)       |
| 2019 | Fiera di Primiero (Team sprint) Campo Carlo Magno (50 km-Staffetta mista) Cogne (15 km-Sprint) Pinzolo (Team Sprint) | Classica (50 km-15 km-Team Sprint) Libera (Sprint)             | Francesco De Fabiani Giandomenico Salvadori Dietmar Nöckler | Francesco De Fabiani Federico Pellegrino Giandomenico Salvadori                                                                             | N.D.                                         | Federico Pellegrino Francesco De Fabiani Mirco Bertolina | N.D.                                              | Oro · Argento · Bronzo                                                                                 | Simone Daprà e Federico Pellegrino (con Comarella) Maicol Rastelli e Francesco De Fabiani (con Brocard) Stefano Gardener e Mirco Bertolina (con De Martin Topranin) |

### 2020-2029
| Anno | Luogo                                                                       | Tecnica                                             | 50 km                                                      | 30 km                                         | 15 km                                                   | 10 km | Sprint | Team sprint                                                                                            | Staffetta mista |
| ---- | --------------------------------------------------------------------------- | --------------------------------------------------- | ---------------------------------------------------------- | --------------------------------------------- | ------------------------------------------------------- | --- | --- | --- | --- |
| 2020 | Spiazzi di Gromo (15 km-Sprint) Passo Cereda (50 km-Staffetta mista)        | Libera (50 km-15 km-Sprint-Staffetta mista)         | Non disputata causa Covid-19                               | N.D.                                          | Francesco De Fabiani Gilberto Panisi Lorenzo Romano     | N.D. | Federico Pellegrino Maicol Rastelli Simone Daprà                                                                                        | Non disputata causa Covid-19                                                                           | Non disputata causa Covid-19 |
| 2021 | Clusone (Sprint-Team sprint) Passo Cereda (50 km-15 km-Staffetta mista)     | Libera (50 km-Team sprint) Classica (15 km-Sprint)  | Federico Pellegrino Giandomenico Salvadori Mirco Bertolina | N.D.                                          | Federico Pellegrino Dietmar Nöckler Paolo Ventura       | N.D. | Giacomo Gabrielli Maicol Rastelli Dietmar Nöckler                                                                                       | Dietmar Nöckler/Federico Pellegrino Stefan Zelger/Mikael Abram Maicol Rastelli/Giacomo Gabrielli       | Dietmar Nöckler e Federico Pellegrino (con Comarella) Giandomenico Salvadori e Davide Graz (con Franchi) Stefano Gardener e Mirco Bertolina (con Maj)        |
| 2022 | Dobbiaco (50 km-15 km-Sprint-Staffetta mista)                               | Libera (15 km) Classica (50 km-Sprint)              | Federico Pellegrino Francesco De Fabiani Dietmar Nöckler   | N.D.                                          | Giandomenico Salvadori Federico Pellegrino Simone Daprà | N.D. | Federico Pellegrino Davide Graz Giacomo Gabrielli                                                                                       | N.D.                                                                                                   | Dietmar Nöckler e Federico Pellegrino (con Comarella) Giandomenico Salvadori e Davide Graz (con Scardoni) Paolo Ventura e Francesco De Fabiani (con Brocard) |
| 2023 | Dobbiaco (30 km-10 km-Sprint-Staffetta mista) Lago di Tesero (Sprint-10 km) | Libera (Sprint-30 km-10 km) Classica (Sprint-10 km) | N.D.                                                       | cancellata                                    | N.D.                                                    | Francesco De Fabiani (C) Elia Barp (L) Elia Barp (C) Simone Daprà (L) Giuseppe Montello (C) Lorenzo Romano (L) | Giacomo Gabrielli (C) Federico Pellegrino (L) Mattia Armellini (C) Giacomo Gabrielli (L) Stefano Dellagiacoma (C) Michael Hellweger (L) | Francesco De Fabiani/Giacomo Gabrielli Mauro Balmetti/Simone Daprà Michael Hellweger/Riccardo Bernardi | Simone Daprà e Federico Pellegrino (con Sanfilippo) Giuseppe Montello e Francesco De Fabiani (con Pittin) Paolo Ventura e Giacomo Gabrielli (con Bellini)    |
| 2024 | Pragelato (50 km-10 km-Sprint-Staffetta mista)                              | Libera (10 km) Classica (Sprint-50 km)              | Fabrizio Poli Ivan Mariani Lorenzo Romano                  | N.D.                                          | N.D.                                                    | Giandomenico Salvadori Martino Carollo Fabrizio Poli Giuseppe Montello                                         | Giacomo Gabrielli Federico Pellegrino Mattia Armellini                                                                                  | N.D.                                                                                                   | Simone Daprà e Giovanni Ticcò (con Comarella) Dietmar Nöckler e Federico Pellegrino (con Laurent Paolo Ventura e Giuseppe Montello (con Bellini)             |
| 2025 | Dobbiaco (30 km-Staffetta mista) Lago di Tesero (Sprint-10 km)              | Libera (10 km) Classica (Sprint-30 km)              | N.D.                                                       | Davide Graz Federico Pellegrino Paolo Ventura | N.D.                                                    | Davide Graz Giandomenico Salvadori Luca Del Fabbro                                                             | Simone Mocellini Giacomo Gabrielli Francesco De Fabiani                                                                                 | N.D.                                                                                                   | cancellata |

## Classifica Assoluti
| Medagliere complessivo | Medagliere complessivo | Medagliere complessivo | Medagliere complessivo | Medagliere complessivo | Medagliere complessivo |
| #                      | Atleta                 | Totale                 | Oro                    | Argento                | Bronzo                 |
| ---------------------- | ---------------------- | ---------------------- | ---------------------- | ---------------------- | ---------------------- |
| 1                      | Maurilio De Zolt       | 39                     | 18                     | 13                     | 8                      |
| 2                      |                        |                        |                        |                        |                        |
| 3                      |                        |                        |                        |                        |                        |
| 4                      |                        |                        |                        |                        |                        |
| 5                      |                        |                        |                        |                        |                        |
| 6                      |                        |                        |                        |                        |                        |
| 7                      |                        |                        |                        |                        |                        |
| 8                      |                        |                        |                        |                        |                        |
| 9                      |                        |                        |                        |                        |                        |
| 10                     |                        |                        |                        |                        |                        |

- Per il conteggio totale vengono presi in considerazione solo i titoli individuali.

### 30km
| Pos. |                  | Oro | Argento | Bronzo | Totale* |
| ---- | ---------------- | --- | ------- | ------ | ------- |
| 1.   | Maurilio De Zolt | 5   | 4       | 4      | 13      |
| 2.   |                  |     |         |        |         |
| 3.   |                  |     |         |        |         |
| 4.   |                  |     |         |        |         |
| 5.   |                  |     |         |        |         |

* Classifica aggiornata al 2004

### 10km
| Pos. |                        | Oro | Argento | Bronzo | Totale* |
| ---- | ---------------------- | --- | ------- | ------ | ------- |
| 1.   | Marco Albarello        | 4   | 2       | 1      | 7       |
| 2.   | Silvio Fauner          | 2   | 5       | 1      | 8       |
| 3.   | Fabio Maj              | 2   | 2       | 1      | 5       |
| 4.   | Fulvio Valbusa         | 2   | 1       | 3      | 6       |
| 5.   | Giandomenico Salvadori | 1   | 1       | 0      | 2       |
| 5.   | Elia Barp              | 1   | 1       | 0      | 2       |

* Classifica aggiornata al 2025
(mancano dati edizioni dal 2004 al 2010)

### Sprint
| Pos. |                     | Oro | Argento | Bronzo | Totale* |
| ---- | ------------------- | --- | ------- | ------ | ------- |
| 1.   | Federico Pellegrino | 8   | 1       | 1      | 10      |
| 2.   | Loris Frasnelli     | 5   | 0       | 1      | 6       |
| 3.   | Giacomo Gabrielli   | 3   | 2       | 1      | 6       |
| 4.   | Cristian Zorzi      | 3   | 1       | 0      | 4       |
| 5.   | Fabio Pasini        | 1   | 5       | 3      | 9       |

* Classifica aggiornata al 2025 (mancano dati edizione 2018)

### 50km
| Pos. |                     | Oro | Argento | Bronzo | Totale* |
| ---- | ------------------- | --- | ------- | ------ | ------- |
| 1.   | Maurilio De Zolt    | 10  | 3       | 2      | 15      |
| 2.   | Giorgio Di Centa    | 10  | 3       | 0      | 11      |
| 3.   | Federico De Florian | 6   | 0       | 0      | 6       |
| 4.   | Ulrico Kostner      | 5   | 5       | 1      | 11      |
| 5.   | Livio Stuffer       | 3   | 2       | 2      | 7       |

* Classifica aggiornata al 2025

### 18km
| Pos. |                                   | Oro | Argento | Bronzo | Totale* |
| ---- | --------------------------------- | --- | ------- | ------ | ------- |
| 1.   | Enrico Colli                      | 4   | 0       | 0      | 4       |
| 2.   | Severino Compagnoni               | 3   | 1       | 4      | 8       |
| 3.   | Giulio Gerardi                    | 2   | 2       | 0      | 4       |
| 4.   | Rizzieri Rodeghiero               | 2   | 1       | 0      | 3       |
| 5.   | Federico De Florian Matteo Demetz | 2   | 0       | 1      | 3       |

* Classifica aggiornata al 1952

### 15km
| Pos. |                  | Oro | Argento | Bronzo | Totale* |
| ---- | ---------------- | --- | ------- | ------ | ------- |
| 1.   | Fulvio Valbusa   | 6   | 1       | 1      | 8       |
| 2.   | Franco Nones     | 5   | 0       | 1      | 6       |
| 3.   | Giorgio Vanzetta | 4   | 5       | 2      | 11      |
| 4.   | Maurilio De Zolt | 4   | 5       | 1      | 10      |
| 5.   | Silvio Fauner    | 4   | 2       | 2      | 8       |

* Classifica aggiornata al 2012

### 2x15km
| Pos. |                       | Oro | Argento | Bronzo | Totale* |
| ---- | --------------------- | --- | ------- | ------ | ------- |
| 1.   | Giorgio Di Centa      | 4   | 0       | 0      | 4       |
| 2.   | Roland Clara          | 1   | 2       | 1      | 4       |
| 3.   | Thomas Moriggl        | 1   | 1       | 2      | 4       |
| 4.   | Pietro Piller Cottrer | 1   | 1       | 0      | 2       |
| 5.   | Cristian Zorzi        | 0   | 0       | 5      | 5       |

* Classifica aggiornata al 2012

### 2x10km
| Pos. |                 | Oro | Argento | Bronzo | Totale* |
| ---- | --------------- | --- | ------- | ------ | ------- |
| 1.   | Fulvio Valbusa  | 1   | 0       | 0      | 1       |
| 2.   | Cristian Zorzi  | 0   | 1       | 0      | 1       |
| 3.   | Valerio Checchi | 0   | 0       | 1      | 1       |

* Classifica aggiornata al 2003

## Atleti più premiati e vincenti

### 50km
- Atleta più premiato e vincente: Maurilio De Zolt

### 30km
- Atleta più premiato e vincente: Maurilio De Zolt

### 2x15km
- Atleta più vincente: Giorgio Di Centa
- Atleta più premiato: Cristian Zorzi

### 18km
- Atleta più vincente: Enrico Colli
- Atleta più premiato: Severino Compagnoni

### 15km
- Atleta più vincente: Fulvio Valbusa:
- Atleta più premiato: Maurilio De Zolt

### 2x10km
- Atleta più premiato e vincente: Fulvio Valbusa

### 10km
- Atleta più vincente: Marco Albarello
- Atleta più premiato: Silvio Fauner

### Sprint
- Atleta più premiato e vincente: Loris Frasnelli

### Assoluto
- Atleta più premiato e vincente: Maurilio De Zolt